# Improvvisamente una sera... un amore
Improvvisamente una sera... un amore (titolo in francese Les galets d'Etretat) è un film del 1972 diretto da Sergio Gobbi.
La pellicola è ambientata in Francia e ha come protagonista un pilota di corse automobilistiche. I due attori principali sono Virna Lisi e Maurice Ronet.

## Trama
Le vicende sentimentali tra il pilota automobilistico Kelvo e la bella Alny, eleganti, intelligenti e molto snob. Tra una corsa a Montlhéry e un drink si amano, si lasciano, si ritrovano e si respingono. Momenti sereni si alternano a duri scontri verbali per una storia fra due persone troppo rigorose e intransigenti. Il film è arricchito con diverse sequenze girate dal vivo nel corso delle competizioni automobilistiche della categoria "Sport Prototipo", con l'apporto della squadra corse Matra. La canzone sui titoli di coda è di Charles Aznavour.